# Hijas de la luna
 (срп. Месечеве кћери) мексичка је тинејџерска теленовела, продукцијске куће Телевиса, снимана 2018.

## Синопсис
Ово је прича о четири сестре: конобарици Хуани Викторији, боксерки Хуани Барбари, искушеници Хуани Инес и Хуани Соледад, која уме да гледа у длан.
Мајка Хуане Викторије на смртној постељи открила јој је да човек кога је сматрала оцем то није, те да је њен прави отац Хуан Оропеса, власник ланца хотела на обали. Хуана Викторија успева да га пронађе и сазнаје не само да има полубрата Себастијана, од чијег јој погледа клецају колена, већ да постоји могућност да има и три сестре.
Уз Себастијанову помоћ креће у потрагу за њима. Њих двоје стижу до Хуане Соледад, која је остала без мајке, али и дечка. Потом ступају у контакт са Хуаном Барбаром, боксерком која је трпела очухово злостављање, а притом је открила да јој је вереник неверан. На крају успевају да пронађу и Хуану Инес, која не зна ништа о свом пореклу и спремна је да постане божија слушкиња.
Себастијан и Хуана Викторија успевају да убеде остале Хуане да крену са њима пут обалског градића не би ли упознале свог правог оца. Када стигну тамо, Хуан жели да им пружи само најбоље, међутим, његова супруга Леонора не верује да је реч о његовим кћерима, упркос томе што све на кожи имају белег у облику полумесеца. У међувремену, иако Себастијан има вереницу Естефанију, не може да обузда страст коју осећа према Хуани Викторији. Њихова забрањена љубав узбуркаће животе свих актера приче, а окрутна Естефанија неће покушати да загорча живот само Хуана Викторији већ и њеним сестрама.
Четири сестре почињу боље да се упознају међусобно и постану породица у правом смислу. Младе, раздрагане, оптимистичне и пуне животе мораће да се суоче са многим изазовима како би оствариле све своје снове.

## Глумачка постава

### Главне улоге
| Глумац:         | Улога:                  |
| --------------- | ----------------------- |
| Мишел Ренауд    | Хуана Викторија Рамирез |
| Хаде Фрасер     | Хуана Соледад Гарсија   |
| Хералдин Галван | Хуана Инес Баутиста     |
| Лоре Гранијевиц | Хуана Барбара Тревињо   |

### Споредне улоге
| Глумац:            | Улога:                  |
| ------------------ | ----------------------- |
| Данило Карера      | Себастијан Оропеса Руиз |
| Омар Фијеро        | Хуан Оропеса Делгадо    |
| Алексис Ајала      | Дарио Иријате           |
| Марио Моран        | Маурисио Иријате        |
| Синтија Клитбо     | Леонора Руиз            |
| Марилуз Бермудез   | Естефанија Иријате      |
| Гонсало Пења       | Фернандо Руиз           |
| Џонатан Басера     | Октавио Санчез          |
| Еухенија Каудуро   | Тереса Перез            |
| Арселија Рамирез   | Маргарита Тревињо       |
| Марко Уријел       | Хавијер Оропоеса        |
| Мигел Мартинез     | Тодоелмундо             |
| Хорхе Гаљегос      | Рајмундо                |
| Ектор Ортега       | свештеник Камило        |
| Хосе Марија Нијето | Едмундо Мундито         |
| Франсиско Гаторно  | Алберто Сентено         |
| Марикармен Вела    | Мајте                   |
| Алехандра Барос    | Росаура Нијето          |
| Рикардо Франко     | Хенаро Ролдан           |
| Беа Ранеро         | Адела                   |
| Серхио Акоста      | Ернесто                 |
| Кристијан Алмејда  | Рубен                   |
| Нора Салинас       | Есмералда Ландерос      |
| Хари Гејтнер       | Густаво                 |